# Marathon van Parijs 1985
De marathon van Parijs 1985 werd gelopen op zaterdag 12 mei 1985. Het was de tiende editie van deze marathon.
Bij de mannen werd de wedstrijd gewonnen door Jacky Boxberger uit Frankrijk in 2:10.49. Bij de vrouwen zegevierde de Britse Maureen Hurst met een tijd van 2:43.31.
In totaal haalden 7726 lopers de finish van deze wedstrijd.

## Uitslagen

### Mannen
| rang   | naam                 | land | tijd    |
| ------ | -------------------- | ---- | ------- |
| Goud   | Jacky Boxberger      | FRA  | 2:10.49 |
| Zilver | Sergio Bimazzoni     | ITA  | 2:16.13 |
| Brons  | Alfio Iacona         | ITA  | 2:16.13 |
| 4      | Alexandre Rachide    | FRA  | 2:16.55 |
| 5      | Garaud               | ITA  | 2:16.55 |
| 6      | Ian Beauchamp        | GBR  | 2:17.00 |
| 7      | Steve Uurowcroft     | GBR  | 2:20.00 |
| 8      | Paul Campbell        | GBR  | 2:21.31 |
| 9      | Castano Navarro-Soto | ESP  | 2:22.03 |
| 10     | Andrew Lauder        | GBR  | 2:22.10 |

### Vrouwen
| rang   | naam               | land | tijd    |
| ------ | ------------------ | ---- | ------- |
| Goud   | Maureen Hurst      | GBR  | 2:43.31 |
| Zilver | Leslie Watson      | SCO  | 2:50.18 |
| Brons  | Silvana Cucchietti | ITA  | 2:53.35 |

1976 ·
1977 ·
1978 ·
1979 ·
1980 ·
1981 ·
1982 ·
1983 ·
1984 ·
1985 ·
1986 ·
1987 ·
1988 ·
1989 ·
1990 ·
1991 ·
1992 ·
1993 ·
1994 ·
1995 ·
1996 ·
1997 ·
1998 ·
1999 ·
2000 ·
2001 ·
2002 ·
2003 ·
2004 ·
2005 ·
2006 ·
2007 ·
2008 ·
2009 ·
2010 ·
2011 · 
2012 · 
2013 ·
2014 ·
2015 ·
2016 ·
2017